# イワクラせいや警備保障
『イワクラせいや警備保障』（イワクラせいやけいびほしょう）は、2023年10月5日から2024年9月26日まで、テレビ朝日で毎週木曜（水曜深夜）に放送されたバラエティ番組。イワクラ（蛙亭）とせいや（霜降り明星）の冠番組でもある。
ルームシェア経験者のせいやとイワクラが、さまざまな人々のリアルな同居生活を覗き見する番組。通常は取材先の住居内に定点の無人カメラを設置する形でロケが行われた。
当初は、テレビ朝日の平日深夜に設けられている『バラバラ大作戦』の水曜第2部（木曜 2:13 - 2:30）の番組としてスタートし、2024年の春改編に際して同枠の水曜第1部（木曜 1:56 - 2:15）に昇格した。

## 出演者
- イワクラ（蛙亭）
- せいや（霜降り明星）

## ネット局と放送時間
| 放送対象地域 | 放送局              | 系列           | 放送日時                                                    | ネット状況 | 備考   |
| ------------ | ------------------- | -------------- | ----------------------------------------------------------- | ---------- | ------ |
| 関東広域圏   | テレビ朝日（EX）    | テレビ朝日系列 | 木曜 2:13 - 2:30（水曜深夜） ↓ 木曜 1:56 - 2:15（水曜深夜） | 制作局     |        |
| 宮城県       | 東日本放送（khb）   | テレビ朝日系列 | 日曜 0:35 - 0:55（土曜深夜）                                | 遅れネット | [ 10 ] |
| 福岡県       | 九州朝日放送（KBC） | テレビ朝日系列 | 木曜 1:20 - 1:42（水曜深夜）                                | 遅れネット | [ 11 ] |

単発・不定期放送
- 北海道・北海道テレビ放送（HTB、テレビ朝日系列）[12]
- 香川県・岡山県・瀬戸内海放送（KSB、テレビ朝日系列）[13][14]

## スタッフ
- 構成：倉本美津留、関野樹
- デザイン：T's Design
- 編集：小山雄一郎
- MA：松原大地
- 音効：岡田淳一
- 編成：岡村地郎・長岡大河（テレビ朝日）
- 宣伝：津久井美樹（テレビ朝日）
- デスク：北谷みづき（テレビ朝日）
- 技術協力：TSP、東京オフラインセンター
- 編集協力：iStock
- 制作協力：太陽カンパニー
- 制作スタッフ：西田奈央、沼田莉歩、飯田瀬梨奈、井上侑香
- 制作進行：大阿久知浩
- ディレクター：木村亮太朗、西原辰耶、日暮太郎
- 演出：田中万莉子（テレビ朝日）
- プロデューサー：澤田晋（テレビ朝日）、大澤宏一郎・奥貫由佳（太陽カンパニー）
- ゼネラルプロデューサー：鈴木忠親（テレビ朝日）
- 制作：テレビ朝日ビジネスソリューション本部コンテンツ編成局第2制作部
- 制作著作：テレビ朝日